# Diensthuizen van Paleis Soestdijk
De Diensthuizen van Paleis Soestdijk tegenover Paleis Soestdijk staan aan de Amsterdamsestraatweg 2,4,8 en 10 in Baarn.
Het bakstenen pand met wit gepleisterde voorgevel bestond oorspronkelijk uit een houten langhuisboerderij. In het begin van de 17de eeuw werd rechts een stenen kamer gebouwd, nu nog herkenbaar aan de drie opkamer- en keldervensters.
Rond 1678 liet Willem III het houten bedrijfsgedeelte vervangen door een stal met aan de voorzijde een stenen voorhuis. Dit voorhuis is nog te herkennen in het gedeelte links van de stenen kamer. Het pand werd toen gebruikt als boswachterswoning. In 1714 werd het langgerekte linkerdeel gebouwd als wachtruimte met stookplaats, doorgang naar de stallen en woning.
Binnen is nog een deel van een overwelfde 17de-eeuwse kelder bewaard gebleven. Het is een restant uit de tijd van het 17de-eeuwse houtskelet van de boerderij.

## Brievenbus

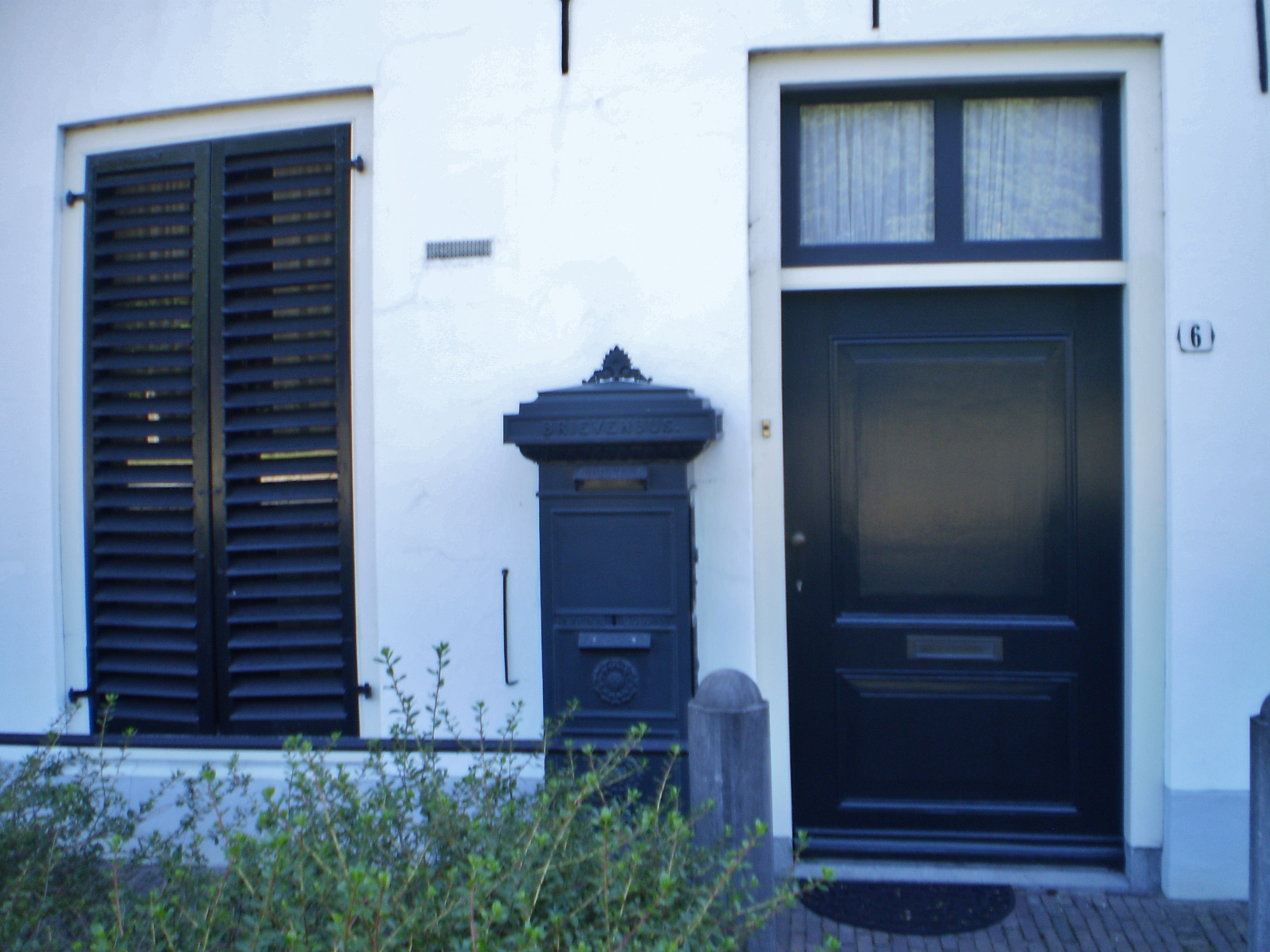
Groene brievenbus

Tegen de voorgevel staat een historische staande brievenbus van de Posterij, die als enige in Nederland groen is in plaats van rood, teneinde het uitzicht van koningin Wilhelmina vanuit het paleis niet te bederven.